# SundanceTV
SundanceTV (precedentemente Sundance Channel) è un canale televisivo via cavo statunitense che trasmette cinema indipendente o mondiale, documentari, cortometraggi e serie televisive, oltre a notizie relative al Sundance Film Festival.

## Storia
Lanciato nel febbraio del 1996 per trasmettere film indipendenti, Sundance Channel era una joint venture di Showtime Networks (parte di ViacomCBS), Universal Studios (parte di NBCUniversal) e Robert Redford che ha anche lavorato come direttore creativo della rete. Inizialmente il canale è stato lanciato in cinque sistemi via cavo a New York, Los Angeles, Alexandria, Chamblee e Pensacola.
Nel maggio del 2008 Rainbow Media (in seguito nota come AMC Networks) ha annunciato di aver acquistato Sundance Channel per 496 milioni di dollari. Rainbow Media possiede anche le reti via cavo AMC, IFC, WE tv e News 12, oltre al defunto Voom HD Networks. L'acquisizione di Sundance Channel da parte di Rainbow Media è stata completata nel giugno del 2008.
Nel gennaio 2014 la rete cambia nome da Sundance Channel a SundanceTV.

## Palinsesto

### Serie televisive originali
- Top of the Lake (2013; 2017)
- Rectify (2013-2016)
- The Red Road (2014-2015)
- Deutschland 83 (2015)
- Hap and Leonard (2016-2018)

### Programmi televisivi
- Anatomy of a Scene (2001-in corso)
- Ladette to Lady (2005-2010)
- Iconoclasts (2005-in corso)
- Pulling (2006-2009)
- Big Ideas for a Small Planet (2007)
- Green Porno (2008)
- Spectacle: Elvis Costello with... (2008-2010)
- Brick City (2009-2011)
- Be Good Johnny Weir (2010)
- Girls Who Like Boys Who Like Boys (2010-2011)
- The Mortified Sessions (2011-in corso)